# Abrocoma cinerea
Abrocoma cinerea é uma espécie de roedor da família Abrocomidae.
Pode ser encontrada no sudeste do Peru, oeste da Bolívia, norte do Chile, e noroeste da Argentina.